# Knautia foreziensis
Knautia foreziensis är en tvåhjärtbladig växtart som beskrevs av Chassagne och Szabo. Knautia foreziensis ingår i släktet åkerväddar, och familjen Dipsacaceae. Inga underarter finns listade i Catalogue of Life.